# Chaitén (miasto)
Chaitén – miasto w południowym Chile, położone nad zatoką Corcovado, u stóp wulkanu Chaitén. Ludność: 4,1 tys. (2002); gmina Chaitén: 7,2 tys. (2002). Ośrodek administracyjny prowincji Palena, w regionie Los Lagos. Przez miasto przebiega droga Carretera Austral. 
W pobliżu Chaitén znajduje się park narodowy Corcovado oraz prywatny Park Pumalin.

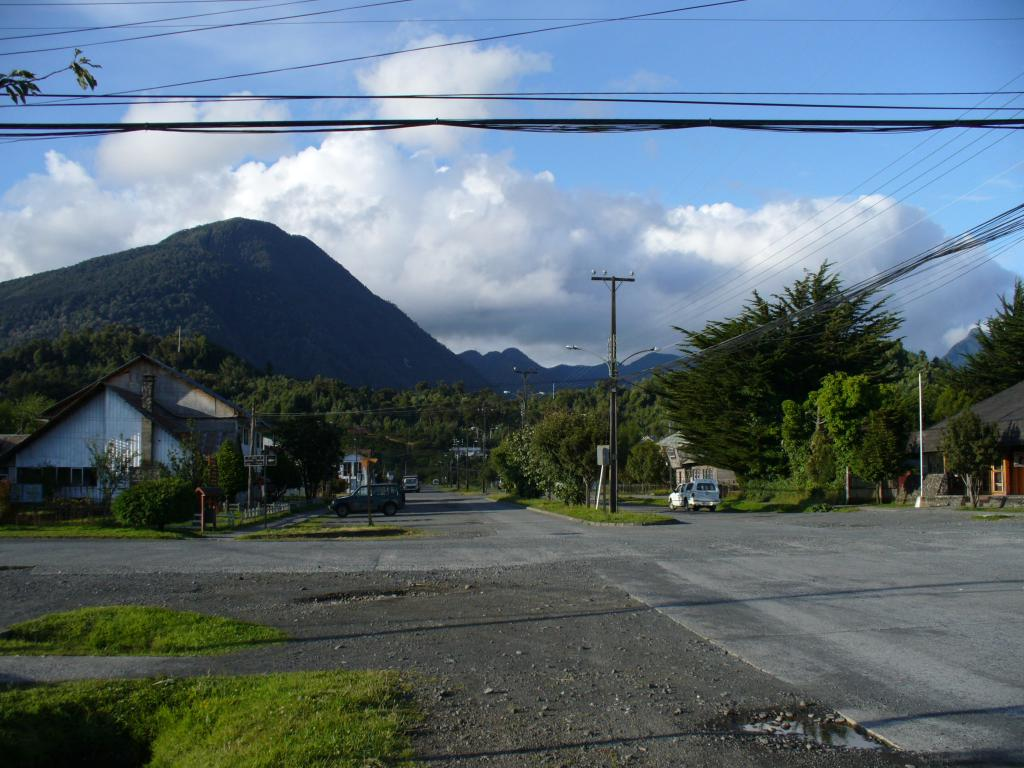
Chaitén przed wybuchem wulkanu

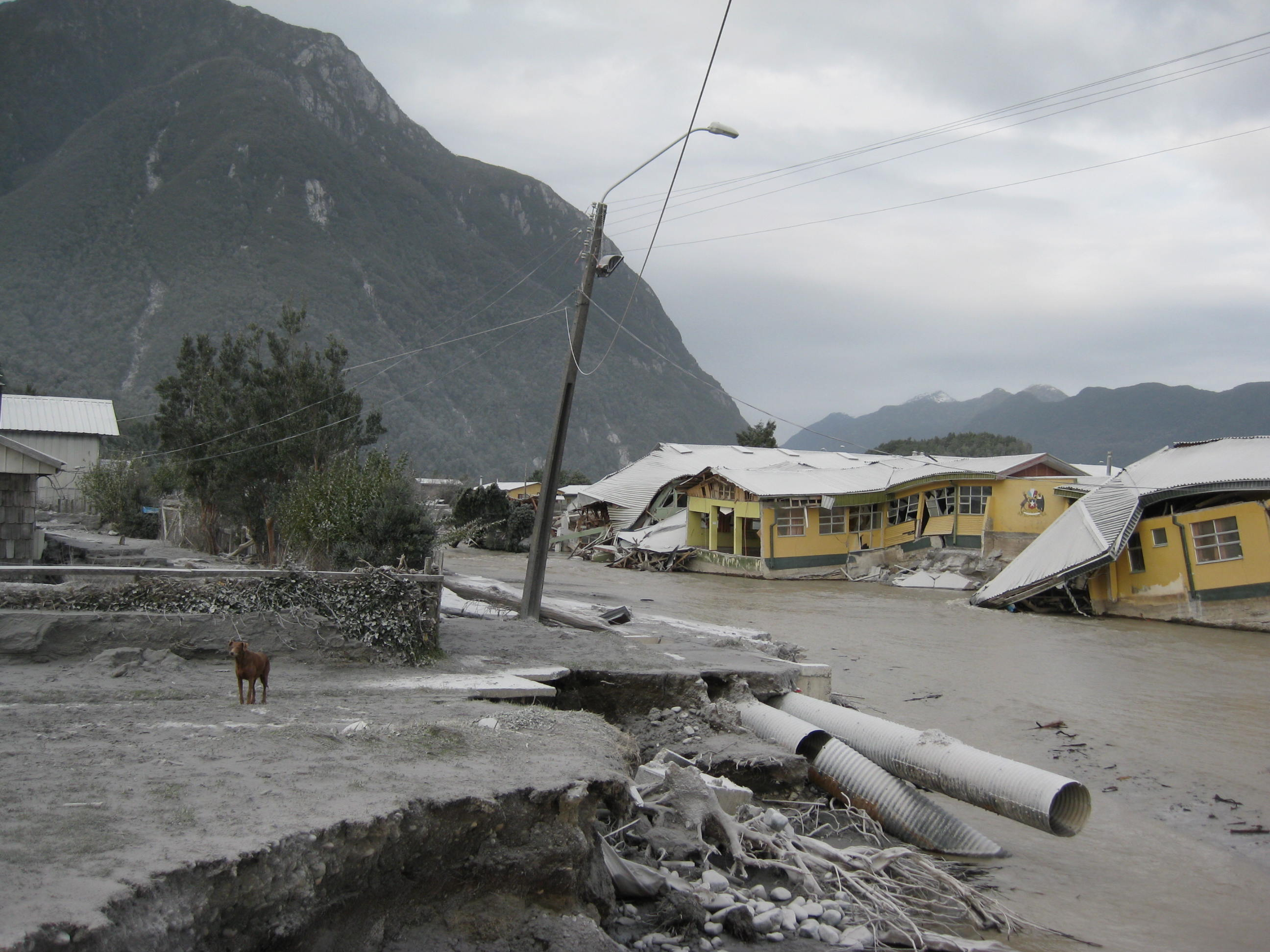
Zniszczenia w mieście po przejściu laharów

2 maja 2008 wulkan Chaitén wybuchł po około 9400 latach uśpienia. Podjęto wówczas decyzję o ewakuacji wszystkich mieszkańców miasta. 12 maja erupcja wulkanu wywołała lahary, które zalały i zniszczyły większą część miasta. Od tego czasu wulkan jest cały czas aktywny. W lutym 2009 doszło do kolejnej fazy wzmożonej aktywności, co zmusiło do ewakuacji około 150 osób, które powróciły do zniszczonego miasta. 